# Kalmosaari (ö i Rautavaara, Ala-Luosta)
Kalmosaari är en ö i Finland. Ordet kalmosaari hänvisar antagligen att ön har varit begravningsplats. Ön ligger i sjön Ala-Luosta och i kommunen Rautavaara i den ekonomiska regionen  Nordostra Savolax och landskapet Norra Savolax, i den centrala delen av landet, 400 km nordost om huvudstaden Helsingfors. Öns area är 0,2 hektar och dess största längd är 60 meter i sydöst-nordvästlig riktning.  Ön ligger i sjön Ala-Luosta och i kommunen Rautavaara i sjön Ala-Luosta.